# 斯沃姆峰
76°29′S 146°20′W / 76.483°S 146.333°W
斯沃姆峰（英語：Swarm Peak）是南極洲的山峰，位於瑪麗伯德地，屬於比查爾峰的一部分，海拔高度610米，由美國探險隊拍攝空中照片和繪入地圖，現時由南極條約體系管理。